# Stranded (Film)
Stranded ist ein US-amerikanischer Spielfilm aus dem Jahr 1935 mit dem populären Leinwandpaar Kay Francis und George Brent in den Hauptrollen.

## Handlung
Lynn Palmer ist als Sozialarbeiterin in San Francisco tätig. Sie unterstützt vor allem Handlungsreisende und Menschen ohne Obdach. Eines Tages lernt sie einen der verantwortlichen Ingenieure beim Bau der Golden Gate Bridge, den chauvinistischen Mack Hale kennen. Für Mack taugen Frauen nur zum Amüsieren und für billiges Vergnügen. Er macht sich über Lynn’s Tätigkeit lustig und behauptet, jeder könne sich selber helfen, wenn er nur wolle. Allmählich wächst in Mack der Respekt vor Lynn und ihrem Einsatz für die Schwachen in der Gesellschaft.
Am Ende erläutert ihm Lynn, wie sehr sich ihrer beiden Berufe doch ähneln.
“You build with steel and I try to build with people.” („Du arbeitest mit Stahl und ich arbeite mit Menschen.“)
Beide beschließen, ihr Leben gemeinsam zu leben und heiraten.

## Hintergrund
Kay Francis war unmittelbar nach ihrem Wechsel von Paramount im Jahr 1932 zu Warner Brothers zu einer beliebten Darstellerin von unabhängigen, selbstbewussten Frauen aufgestiegen, die für ihre Liebe kämpfen und sich nicht den gängigen Moralvorstellungen unterwerfen. Der Film selber ging zunächst unter dem Titel Lady With a Badge in Produktion. Er wurde zwar nach Inkrafttreten des Production Code in den Verleih gebracht, brachte jedoch trotzdem provokante Ideen über weibliche Selbstbestimmung und Berufstätigkeit von Ehefrauen auf die Leinwand. Francis behält am Ende trotz Ehe ihre berufliche Unabhängigkeit, was in den Filmen der Dekade die absolute Ausnahme darstellte. Für Francis war der Film das Ende einer langen Durststrecke, in der das Studio hauptsächlich in billig hergestellten Routineproduktionen einsetzte, die von anderen Stars wie Ruth Chatterton und Barbara Stanwyck abgelehnt wurden. Erst der Erfolg von Living on Velvet ebenfalls unter der Regie von Borzage und mit George Brent als Partner verhalf ihr zu neuer Popularität.
Auch privat war die Produktion für die Schauspielerin ein Wendepunkt. Sie und Delmar Daves verliebten sich während der Dreharbeiten und lebten für die nächsten drei Jahre mehr oder weniger offen zusammen. Die gute Freundschaft der beiden mit Louella Parsons und Hedda Hopper, den damals führenden Gesellschaftskolumnistinnen, verhinderte eine allzu offene Diskussion über ihre Affäre in den Medien.
Stranded ist von der Konstellation her mit seiner Schilderung von zwei einsamen Menschen, die für eine gemeinsame Zukunft kämpfen, ein typischer Frank-Borzage Film. Der Filmhistoriker Hervé Dumont fasste die Botschaft des Regisseurs wie folgt zusammen. 

„[Die Filme] schildern nichts anderes als das Aufkeimen einer Zuneigung, die Suche nach Authentizität, einen inneren Werdegang. Der Poet der liebenden Intimität ist geboren und sein Stoff gefunden: Ein Mann und eine Frau, beides scheinbar hoffnungslose Einzelgänger, Außenseiter, ja sogar Deserteure, überwinden ihre egozentrischen Triebe, um sich im Lauf mehrerer Lebensprüfungen - ob Krieg, Krankheit oder Armut - gegenseitig aufzuwerten. Sie werden gefestigt durch ihre Liebe zueinander. Eine uneingeschränkte, betont unbürgerliche Liebe, die zugleich Objekt und Subjekt von Borzages ganzer Filmographie ist und je nach Story die Zeit, den Raum, möglicherweise den Tod transzendiert.“

## Kritiken
The Los Angeles Evening Herald Express lobte die ungewöhnlich sensible Darstellung der beiden Stars.

„Von der ersten Begegnung an haben die beiden ihre Auseinandersetzungen und die Zuschauer genießen diese Streitereien, die schnellen Schlagwechsel und die gerade nicht klischeehaften Liebesszenen zwischen ihnen.“

Die New York Times war ebenfalls angetan von dem Film:

„Stranded präsentiert Kay Francis, schick angezogen wie immer, und George Brent, charmanter denn je, in einem Drama, dass gleichzeitig etwas unglaubwürdig und durchaus unterhaltsam ist. […] Der Hauptpluspunkt des Films ist sein Sinn für Humor.“

Stranded wurde vom 7. März bis zum 15. April 1935 produziert. Die Uraufführung war am 19. Juni 1935 in New York City.

## Kinoauswertung
Die Produktionskosten lagen mit 348.000 US-Dollar im Durchschnitt, den das Studio zu der Zeit für einen Kay-Francis-Film investierte. An der Kinokasse erwies sich Stranded als leidlich populär im Vergleich zu den vorherigen Filmen der Schauspielerin. In den USA spielte er 349.000 US-Dollar ein, zu denen weitere 217.000 US-Dollar aus dem Ausland kamen. Am Ende stand ein Gesamtergebnis von 566.000 US-Dollar.

## Quelle
- Scott O’Brien – Kay Francis I Can’t Wait to be Forgotten – Her Life von Film and Stage; ISBN 1-59393-036-4